# Hindrik Sylvius
Hindrik Sylvius, var en svensk domkyrkoorganist i Göteborg.

## Biografi
Hindrik Sylvius var 1677–1709 domkyrkoorganist i Gustavi domkyrkoförsamling. Han var även privilegierad stadsmusiker. Under sin tid som organist hamnade Sylvius i konflikt med perukmakaren Erasmus Stolpenberg.